# Championnat du monde masculin de curling 1984
Navigation
Édition précédente Édition suivante
Le Championnat du monde masculin de curling 1984, vingt-sixième édition du championnat du monde de curling, a eu lieu du 2 au 8 avril 1984 à Duluth, aux États-Unis. Il est remporté par la Norvège.